# 塞缪尔·怀尔德·金
塞缪尔·怀尔德·金（英語：Samuel Wilder King，1886年12月17日—1959年3月24日）为美国政治人物，曾担任威夷领地第十一任总督及国会代表，是首位具有夏威夷原住民血统的夏威夷总督。